# Bära
Pour les articles homonymes, voir Bara.
La Bära est un affluent du Danube, coulant dans le Bade-Wurtemberg.

## Géographie
Elle se forme de la réunion de la Bära Supérieure (Oberer Bära) et de la Bära Inférieure (Unterer Bära). Avec la Bära Supérieure, le cours fait 24 kilomètres de long.

## Affluents
La Bära supérieure prend sa source dans la commune de Meßstetten, sur la ligne de partage des eaux, à quelques mètres seulement de l'origine de la Schlichem, qui part vers l'ouest, et se jette dans le Neckar.
La Bära Inférieure prend sa source à un kilomètre au nord de Gosheim, au pied du Lemberg.